# Mapania floribunda
Mapania floribunda är en halvgräsart som först beskrevs av Christian Gottfried Daniel Nees von Esenbeck och Ernst Gottlieb von Steudel, och fick sitt nu gällande namn av Tetsuo Michael Koyama. Mapania floribunda ingår i släktet Mapania och familjen halvgräs. IUCN kategoriserar arten globalt som livskraftig.
Artens utbredningsområde är Seychellerna. Inga underarter finns listade i Catalogue of Life.